# Pavel Bugalo
Pavel Viktorovich Bugalo (russo, Павел Викторович Бугало; Tashkent, 21 de agosto de 1974) é um futebolista uzbeque de origem russa.
Atualmente é goleiro do Bunyodkor, clube de seu país natal. Atuou, entre 1995 e 2007, em 40 jogos pela seleção uzbeque. Foi eleito por dois anos seguidos (1996 e 1997) o melhor jogador do Uzbequistão, quando ainda atuava pelo Pakhtakor.

## Títulos

### Zhenis Astana
- Copa do Cazaquistão: 2002

### Bunyodkor
- Copa do Uzbequistão: 2008
- Campeonato Uzbeque: 2008